# Upaon-açu
Upaon-açu ("Stor ö") är en ö i nordöstra Brasilien, delstaten Maranhão. Namnet fick ön av tupinambáindianerna, som var de första att bosätta sig här. Ön är belägen i deltat där floderna Pindaré och Itapecuru rinner ut i Atlanten. På ön finns fyra kommuner: São Luís, som är Maranhãos huvudstad, São José de Ribamar, Raposa och Paço de Lumiar.